# 苫小牧東港周文フェリーターミナル

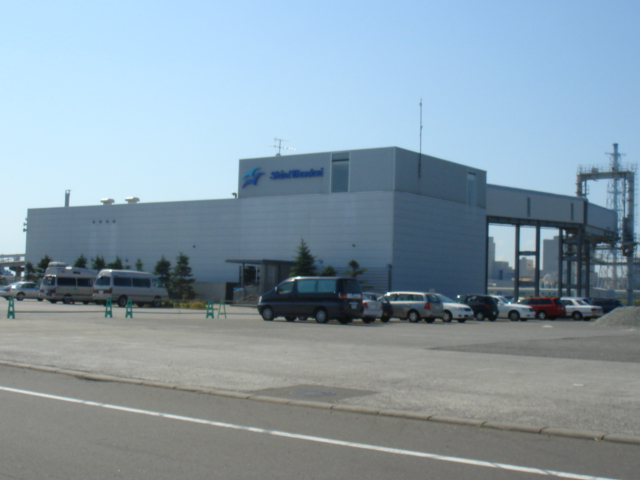
ターミナルビル全景（2007年9月）

苫小牧東港周文フェリーターミナル（とまこまいひがしこうしゅぶんフェリーターミナル）は、苫小牧港にある旅客船ターミナルの一つ。通称は「新日本海フェリー苫小牧ターミナル」。

## 概要
1999年に運用を開始。新日本海フェリーが管理し、同社の日本海航路が発着する。埠頭の名称となった「周文」はアイヌ語でウグイを意味する「シュブン」に由来する。
新日本海フェリー苫小牧就航に際し安全上の問題から既存の苫小牧西港フェリーターミナルの利用が困難であったため公共岸壁を用いた「暫定利用」の形で東港への発着とされ、フェリーの使用時間帯以外は一般貨物船の使用も可能となっている。ボーディングブリッジと船尾ハッチに接続する普通車用のスロープ1基ずつを備える。

## 所在地
〒059-1742 北海道勇払郡厚真町浜厚真17-6

## 沿革
- 1995年 苫小牧埠頭が新日本海フェリーに苫小牧航路の開設を要請[3]。
- 1998年10月1日 新日本海フェリーが苫小牧東港の使用を苫小牧市長に要請[4][5]。
- 1999年
  - 2月 ターミナル着工[6]。
  - 6月30日 新日本海フェリー苫小牧 - 秋田 - 新潟 - 敦賀航路認可[7]。
  - 7月8日 苫小牧 - 秋田 - 新潟 - 敦賀航路就航、ターミナル運用を開始[3][7]。
- 2002年9月17日 小樽 - 敦賀航路を振り替える形で苫小牧 - 敦賀の直行航路を開始[8]。

## 就航航路

### 現在
寄港便 就航船：らいらっく・ゆうかり
- 苫小牧港 - 秋田港 - 新潟港 （週6往復 1999年 -  ）

- 苫小牧港 - 秋田港 - 新潟港 - 敦賀港（週1往復[9] 1999年 - ）

直行便 就航船：すずらん・すいせん
- 苫小牧港 - 敦賀港（毎日 2002年 - ）
- 苫小牧港 - 舞鶴港（不定期運航）

## 施設
敷地面積は22,000平米を擁し、ターミナルビルは鉄骨造3階建てで単純な造形表現で大自然に立つ海と陸のジャンクションとして節度を保ち気品のある存在感を表現した。
1階
- 乗船受付

2階
- 待合ホール
- 売店
- 軽食コーナー
- 喫煙室

3階
- 乗船口

## 交通アクセス
2021年（令和3年）10月25日現在

### 公共交通機関
- JR南千歳駅から道南バス
利用には新日本海フェリーへの予約が必要、苫小牧駅・沼ノ端駅には停車しないため注意が必要。

鉄道の最寄り駅は日高本線浜厚真駅だが約1.6 km離れており（徒歩20分）、この間を結ぶ公共交通機関はない。

### 道路
- 日高自動車道厚真インターチェンジ